# Giller-Preis
Der Giller-Preis (englisch Giller Prize) ist ein kanadischer Literaturpreis, der seit 1994 ausschließlich an kanadische Autoren verliehen wird. Gewürdigt werden Romane und Kurzgeschichtensammlungen, die in englischer Sprache (einschließlich Übersetzungen) im Vorjahr veröffentlicht wurden. 

## Beschreibung
Gründer des Giller-Preises ist der kanadische Geschäftsmann Jack Rabinovitch. Zu Ehren seiner verstorbenen Frau Doris Giller, einer ehemaligen Literaturredakteurin des Toronto Star, spendete er im November eines jeden Jahres 25.000 kanadische Dollar als Preisgeld.
Ab 2005 stiftete die kanadische Scotiabank das gesamte Preisgeld. Der Name der Auszeichnung wurde offiziell in Scotiabank Giller Prize geändert. Bis 2008 kamen den ersten fünf insgesamt 50.000 US-Dollar, davon 40.000 US-Dollar dem preisgekrönten Autor und jeweils 2.500 US-Dollar den vier Nominierten der Shortlist zu. 
Seit 2006 wird neben der Shortlist vorab eine Longlist, bestehend aus nicht weniger als 10 und nicht mehr als 15 Titeln, veröffentlicht. Im Jahr 2008 wurde das Preisgeld auf 50.000 US-Dollar für den Gewinner und 5.000 US-Dollar für jeden Nominierten auf der Shortlist erhöht und im Jahr 2014 auf 100.000 Dollar für den Gewinner und je 10.000 Dollar für jeden der vier Nominierten verdoppelt, womit der Giller-Preis mit insgesamt 140.000 Dollar zum höchstdotierten kanadischen Literaturpreis wurde. es handelt sich dabei (Stand 2021) jedoch um kanadische Dollar.

## Preisträger
1994
- Gewinner: M. G. Vassanji, The Book of Secrets
- Jury: Alice Munro, Mordecai Richler und David Staines.
- Nominiert:
  - Bonnie Burnard, Casino and Other Stories
  - Eliza Clark, What You Need
  - Shyam Selvadurai, Funny Boy
  - Steve Weiner, The Museum of Love

1995
- Gewinner: Rohinton Mistry, A Fine Balance
- Jury: Mordecai Richler, David Staines und Jane Urquhart.
- Nominiert:
  - Timothy Findley, The Piano Man's Daughter
  - Barbara Gowdy, Mister Sandman
  - Leo McKay, Jr., Like This
  - Richard B. Wright, The Age of Longing

1996
- Gewinner: Margaret Atwood, Alias Grace
- Jury: Bonnie Burnard, Carol Shields und  David Staines.
- Nominiert:
  - Gail Anderson-Dargatz, The Cure for Death by Lightning
  - Ann-Marie MacDonald, Fall on Your Knees
  - Anne Michaels, Fugitive Pieces
  - Guy Vanderhaeghe, The Englishman's Boy

1997
- Gewinner: Mordecai Richler, Barney's Version
- Jury: Bonnie Burnard, Mavis Gallant und Peter Gzowski.
- Nominiert:
  - Michael Helm, The Projectionist
  - Shani Mootoo, Cereus Blooms at Night
  - Nino Ricci, Where She Has Gone
  - Carol Shields, Larry's Party

1998
- Gewinner: Alice Munro, The Love of a Good Woman
- Jury; Margaret Atwood, Guy Vanderhaeghe und  Peter Gzowski.
- Nominiert:
  - André Alexis, Childhood
  - Gail Anderson-Dargatz, A Recipe for Bees
  - Barbara Gowdy, The White Bone
  - Greg Hollingshead, The Healer
  - Wayne Johnston, The Colony of Unrequited Dreams

1999
- Gewinner: Bonnie Burnard, A Good House
- Jury: Alberto Manguel, Judith Mappin und Nino Ricci.
- Nominiert:
  - Timothy Findley, Pilgrim
  - Anne Hébert, Am I Disturbing You?
  - Nancy Huston, The Mark of the Angel
  - David Macfarlane, Summer Gone

2000
- Gewinner: Michael Ondaatje, Anil's Ghost und David Adams Richards, Mercy Among the Children
- Jury: Margaret Atwood, Alistair MacLeod und Jane Urquhart.
- Nominiert:
  - Alan Cumyn, Burridge Unbound
  - Elizabeth Hay, A Student of Weather
  - Eden Robinson, Monkey Beach
  - Fred Stenson, The Trade

2001
- Gewinner: Richard B. Wright, Clara Callan
- Jury: David Adams Richards, Joan Clark und Robert Fulford.
- Nominiert:
  - Sandra Birdsell, The Russlander
  - Michael Crummey, River Thieves
  - Michael Redhill, Martin Sloane
  - Timothy Taylor, Stanley Park
  - Jane Urquhart, The Stone Carvers

2002
- Gewinner: Austin Clarke, The Polished Hoe
- Jury: Barbara Gowdy, Thomas King und W. H. New.
- Nominiert:
  - Bill Gaston, Mount Appetite
  - Wayne Johnston, The Navigator of New York
  - Lisa Moore, Open
  - Carol Shields, Unless

2003
- Gewinner: M. G. Vassanji, The In-Between World of Vikram Lall
- Jury: Rosalie Abella, David Staines, Rudy Wiebe
- Nominiert:
  - Margaret Atwood, Oryx and Crake
  - John Bemrose, The Island Walkers
  - John Gould, Kilter: 55 Fictions
  - Ann-Marie MacDonald, The Way the Crow Flies

2004
- Gewinnerin: Alice Munro, Runaway
- Jury: M. G. Vassanji, Alistair MacLeod und Charlotte Gray.
- Nominiert:
  - Shauna Singh Baldwin, The Tiger Claw
  - Wayson Choy, All That Matters
  - Pauline Holdstock, Beyond Measure
  - Paul Quarrington, Galveston
  - Miriam Toews, A Complicated Kindness

2005
- Gewinner: David Bergen, The Time in Between
- Jury: Warren Cariou, Elizabeth Hay und Richard B. Wright.
- Nominiert:
  - Joan Barfoot, Luck
  - Camilla Gibb, Sweetness in the Belly
  - Lisa Moore, Alligator
  - Edeet Ravel, A Wall of Light

2006
- Gewinner: Vincent Lam, Bloodletting and Miraculous Cures
- Jury; Adrienne Clarkson, Alice Munro und Michael Winter.[3]
- Nominiert:
  - Rawi Hage, De Niro's Game
  - Pascale Quiviger, The Perfect Circle
  - Gaétan Soucy, The Immaculate Conception
  - Carol Windley, Home Schooling

2007
- Gewinnerin: Elizabeth Hay, Late Nights on Air
- Jury: David Bergen, Camilla Gibb und Lorna Goodison.
- Nominiert:
  - Michael Ondaatje, Divisadero
  - Daniel Poliquin, A Secret Between Us
  - M. G. Vassanji, The Assassin's Song
  - Alissa York, Effigy

2008
- Gewinner: Joseph Boyden, Through Black Spruce
- Jury: Margaret Atwood, Bob Rae und Colm Tóibín.
- Nominiert:
  - Anthony De Sa, Barnacle Love
  - Marina Endicott, Good to a Fault
  - Rawi Hage, Cockroach
  - Mary Swan, The Boys in the Trees

2009
- Gewinner: Linden MacIntyre, The Bishop's Man
- Jury: Russell Banks, Victoria Glendinning und Alistair MacLeod.[4]
- Nominiert:
  - Kim Echlin, The Disappeared
  - Annabel Lyon, The Golden Mean
  - Colin McAdam, Fall
  - Anne Michaels, The Winter Vault

2010
- Gewinnerin: Johanna Skibsrud, The Sentimentalists
- Jury: Michael Enright, Claire Messud und Ali Smith.[5]
- Nominiert:
  - David Bergen, The Matter with Morris
  - Alexander MacLeod, Light Lifting
  - Sarah Selecky, This Cake Is for the Party
  - Kathleen Winter, Annabel

2011
- Gewinnerin: Esi Edugyan, Half-Blood Blues
- Jury: Howard Norman, Annabel Lyon und Andrew O’Hagan.[6]
- Nominiert:
  - David Bezmozgis, The Free World
  - Lynn Coady, The Antagonist
  - Patrick deWitt, The Sisters Brothers
  - Zsuzsi Gartner, Better Living Through Plastic Explosives
  - Michael Ondaatje, The Cat's Table

2012
- Gewinner: Will Ferguson, 419[7]
- Jury: Roddy Doyle, Gary Shteyngart und Anna Porter.[8]
- Nominiert:
  - Alix Ohlin, Inside
  - Nancy Richler, The Imposter Bride
  - Kim Thúy, Ru
  - Russell Wangersky, Whirl Away

2013
- Gewinnerin: Lynn Coady, Hellgoing
- Jury: Margaret Atwood, Esi Edugyan und Jonathan Lethem.[9]
- Nominiert:
  - Dennis Bock, Going Home Again
  - Craig Davidson, Cataract City
  - Lisa Moore, Caught
  - Dan Vyleta, The Crooked Maid

2014
- Gewinner: Sean Michaels, Us Conductors

2015
- Gewinner: André Alexis, Fifteen Dogs

2016
- Gewinnerin: Madeleine Thien, Do Not Say We Have Nothing

2017
- Gewinner: Michael Redhill, Bellevue Square

2018
- Gewinnerin: Esi Edugyan, Washington Black

2019
- Gewinner: Ian Williams, Reproduction

2020
- Gewinnerin: Souvankham Thammavongsa, How to Pronounce Knife

2021
- Gewinner: Omar El Akkad, What Strange Paradise

2022
- Gewinnerin: Suzette Mayr, The Sleeping Car Porter

2023
- Gewinnerin: Sarah Bernstein, Study for Obedience

## Kritik
2006 kritisierte der kanadische Kolumnist Stephen Henighan den Giller-Preis. Nach seiner Meinung führt der Trend zur Zentralisierung der kanadischen Verlage zu einer monopolistischen Kontrolle der Bertelsmann AG, da oftmals die zur Bertelsmann-Gruppe gehörenden Verlage  Knopf Kanada, Doubleday Kanada und Random House Kanada, alle mit Sitz in Toronto, mit Titeln auf der Shortlist vertreten sind. 
Henighans Artikel führte zu einer lebhaften Debatte in den Medien und in der breiten Öffentlichkeit über die Glaubwürdigkeit des Giller-Preises.

## Einzelbelege
1. ↑  Giller Prize money doubles to $140,000, thestar.com, 16. September 2014, abgerufen am 22. November 2019.
2. ↑  Porter Anderson: Canada’s 2021 Scotiabank Giller Prize Goes to Omar El Akkad, publishingperspectives.com, 11. November 2021, abgerufen am 12. November 2021.
3. ↑  The Great Unknowns: CBC Arts Online analyzes the literary dash for the Giller cash. cbc.ca, 3. Oktober 2006.
4. ↑  http://www.scotiabankgillerprize.ca/media.htm (Memento des Originals vom 26. April 2009 im Internet Archive)  Info: Der Archivlink wurde automatisch eingesetzt und noch nicht geprüft. Bitte prüfe Original- und Archivlink gemäß Anleitung und entferne dann diesen Hinweis.
5. ↑  "Rachman, Bergen, Urquhart and Coupland on Giller long list". The Globe and Mail, 20. September 2010.
6. ↑  "DeWitt and Edugyan add Giller nods to Booker nominations". The Globe and Mail, 4. Oktober 2011.
7. ↑  "Will Ferguson takes Giller Prize for novel 419". Toronto Star, October 30, 2012.
8. ↑  "Scotiabank Giller Prize short list announced". Toronto Star, 1. Oktober 2012.
9. ↑  "Scotiabank Giller Prize announces 2013 longlist nominees". Toronto Star, 16. September 2013.